# Kamilla Pfeffer
Kamilla Pfeffer  (geboren 1982 in Wiesbaden) ist eine deutsche Dokumentarfilmregisseurin.

## Ausbildung
Nach einem Studium der Politikwissenschaft und Romanistik in Mainz und Straßburg begann Pfeffer 2009 ein Studium für Dokumentarfilm und Fotografie an der Kunsthochschule für Medien in Köln. 
Ihr Diplomfilm Wer ist Oda Jaune?  wurde am 14. Februar 2016 im Rahmen der 66. Internationalen Filmfestspiele Berlin in der Sektion Perspektive Deutsches Kino uraufgeführt. Im Dezember desselben Jahres wurde er schließlich für den Deutschen Filmpreis 2017 vorausgewählt.
Neben ihrer Arbeit als Regisseurin ist Pfeffer auch als Journalistin und dramaturgische Beraterin für Dokumentarfilme tätig.

## Filmografie
- 2010: Was bleibt sind wir
- 2016: Wer ist Oda Jaune?